# Neustadt/Harz
Neustadt/Harz là một đô thị ở huyện Nordhausen, trong bang Thüringen, Đức. Đô thị Neustadt/Harz có diện tích 11,46 km².